# 1월 22일
1월 22일은 그레고리력으로 22번째(윤년일 경우도 22번째) 날에 해당한다.

## 사건
- 1506년 - 스위스 근위대 150명이 바티칸에 도착해 처음으로 임무 수행에 들어갔다.
- 1901년 - 에드워드 7세, 영국 국왕으로 즉위.
- 1905년 - 러시아 피의 일요일 사건 발생
- 1924년 - 영국 노동당이 처음으로 다수당이 되어 램지 맥도널드를 총리로 하는 내각이 만들어지다.
- 1990년 - 대한민국에서 3당합당이 일어나다.
- 1999년 - 대한민국 국가안전기획부의 명칭이 국가정보원으로 변경되었고, 부총리급에 해당하는 안기부장의 명칭과 직급이 국정원장, 장관급으로 조정되었다.
- 2000년 -
  - 대구 신남네거리 지하철 공사 현장 붕괴 사고 발생.
  - 2000년 선수협 파동 사건 발생.
- 2014년 - 유럽우주국(ESA)이 허셜 적외선 우주망원경을 사용해 세레스가 수증기를 내뿜는 증거를 포착하다.
- 2024년 - 카메룬에서 세계 최초로 아동을 대상한 말라리아 백신 접종을 시작[1]

## 문화
- 2007년 - 대한민국에서 10,000원권, 1,000원권 지폐 신권이 발행되었다.
- 2010년 - 대한민국의 한국직업방송 개국.
- 2020년 - 경기도 평택시 평택국제대교가 개통되었다.

## 탄생
- 826년 - 제55대 일본의 천황 몬토쿠 천황. (~858년)
- 1348년 - 고려 말 조선 초의 문신 하륜. (~1416년)
- 1561년 - 영국의 철학자 프랜시스 베이컨. (~1626년)
- 1731년 - 조선 후기의 왕족이며 낙천군의 양자 달선군. (~1748년)
- 1788년 - 영국의 시인 바이런 경. (~1824년)
- 1869년 - 러시아의 성직자이자, 예언가 그리고리 라스푸틴. (~1916년)
- 1881년 - 미국의 야구인 아이러 토머스. (~1958년)
- 1887년 - 독일의 심리학자 볼프강 쾰러. (~1967년)
- 1889년 - 미국의 야구인 에이모스 스트렁크. (~1979년)
- 1902년 - 대한민국의 가톨릭 성직자 노기남. (~1984년)
- 1906년 - 미국의 작가 로버트 하워드. (~1936년)
- 1907년 - 영국의 전 축구 선수 딕시 딘. (~1980년)
- 1909년 - 일본의 야구인 마쓰키 겐지로. (~1986년)
- 1916년 - 대한민국의 군인 이용문. (~1953년)
- 1921년 - 대한민국의 군인 신응균. (~1996년)
- 1922년 - 아일랜드의 정치인 아서 그리피스. (1872년~)
- 1928년 - 대한민국의 언론인 방우영. (~2016년)
- 1930년 - 중화민국의 대선승 즈강. (~2009년)
- 1931년 - 소련의 육상 선수 갈리나 지비나. (~2024년)
- 1933년 - 대한민국의 음악인 김용만. (~2024년)
- 1935년 - 러시아의 배우 발렌티나 탈리지나. (~2025년)
- 1936년 - 프랑스의 배우 쥘리에트 마이니엘. (~2023년)
- 1939년
  - 대한민국의 정치인 김현욱. (~2024년)
  - 에콰도르의 제44대 대통령 알프레도 팔라시오. (~2025년)
- 1940년
  - 대한민국의 배우, 패션 디자이너 최지희. (~2021년)
  - 영국의 배우 존 허트. (~2017년)
- 1942년 - 그리스의 축구인 미미스 도마조스. (~2025년)
- 1944년
  - 대한민국의 기업인 윤종용.
  - 대한민국의 정치인 백남치. (~2022년)
- 1946년 - 조선민주주의인민공화국의 정치인, 군인 장성택. (~2013년)
- 1947년 - 일본의 야구 선수, 야구 감독 호시노 센이치. (~2018년)
- 1953년
  - 대한민국의 레슬링 선수 양정모.
  - 대한민국의 지휘자, 피아니스트 정명훈.
  - 미국의 영화감독 짐 자무시.
  - 아르헨티나의 가수 그라시엘라 수사나. (~2024년)
- 1955년 - 대한민국의 공무원, 정치인 예창근.
- 1956년 - 대한민국의 관료, 정치인 최병국.
- 1957년 - 대한민국의 공무원, 정치인 김광신.
- 1958년
  - 대한민국의 연출가 이진석.
  - 대한민국의 정치인 엄태영.
- 1960년 - 대한민국의 정치가 박영선.
- 1961년
  - 대한민국의 농구 선수, 지도자 김진.
  - 일본의 성우 나카하라 시게루.
- 1963년 - 일본의 가수 미나가와 오사무. (~2025년)
- 1964년 - 대한민국의 가수 김광석. (~1996년)
- 1965년
  - 대한민국의 어쿠스틱 기타리스트 이병우.
  - 미국의 배우 다이앤 레인.
  - 영국의 배우 브라이언 맥카디. (~2024년)
- 1968년 - 일본의 가수, 베이시스트 HEATH. (~2023년)
- 1969년 - 대한민국의 앵커, 기자 편상욱.
- 1970년 - 중화인민공화국의 전 축구 선수, 현 축구 감독 판즈이.
- 1971년 - 대한민국의 방송인, 희극인 지상렬.
- 1972년
  - 대한민국의 전 야구 선수 최병국.
  - 일본의 성우 박로미.
- 1973년 - 브라질의 축구 선수 호제리우 세니.
- 1975년
  - 대한민국의 종합격투기 선수 김민수.
  - 일본의 성우 나가시로 소노스케.
- 1977년 - 일본의 전 축구 선수 나카타 히데토시.
- 1979년 - 대한민국의 전 야구 선수 권윤민.
- 1980년
  - 잉글랜드의 축구 선수 조너선 우드게이트.
- 1983년
  - 대한민국의 배우 이동하.
  - 크로아티아의 축구 선수 스티페 라피치.
- 1984년 - 케냐의 마라톤 선수 데니스 키메토.
- 1985년
  - 미국의 작곡가, 각본가 저스틴 허위츠.
  - 말이의 전 축구 선수 모하메드 시소코.
  - 중화인민공화국의 전 스피드 스케이팅 선수 지자.
- 1986년 - 대한민국의 모델, 가수 이파니.
- 1987년 - 대한민국의 아나운서 배지현.
- 1988년
  - 중화인민공화국의 바둑 기사 탕이.
  - 독일의 축구 선수 마르셀 슈멜처.
  - 독일의 축구 선수 이자벨 케르쇼프스키.
- 1989년 - 우크라이나의 스타크래프트 프로게이머 알렉산드르 소스윅.
- 1990년
  - 대한민국의 유튜버 포니.
  - 대한민국의 트라이애슬론 선수 김지연.
  - 대한민국의 가수 천승찬.
- 1991년
  - 대한민국의 배우 장다윤.
  - 대한민국의 배우 최배영.
  - 대한민국의 성우 성예원.
- 1992년
  - 대한민국의 치어리더 정유민.
  - 카메룬의 축구 선수 뱅상 아부바카르.
- 1993년 - 대한민국의 배우 배윤경.
- 1994년 - 대한민국의 코스플레이어 성우 및 가수 에나코.
- 1995년 - 대한민국의 전 가수 진이 (오마이걸).
- 1996년
  - 대한민국의 뮤지컬 배우 김신비.
  - 대한민국의 배우 전 가수 이태빈 (마이틴).
  - 일본의 성우 타나카 미나미.
  - 일본의 아이돌 사사키 쿠미.
- 1997년
  - 대한민국의 축구 선수 김경민.
  - 중화인민공화국의 탁구 선수 판전둥.
- 1998년 - 대한민국의 리그 오브 레전드 프로게이머 이안.
- 1999년
  - 캐나다의 래퍼 데이지 (모모랜드).
  - 아르메니아의 레슬링 선수 말하스 아모얀.
- 2000년 - 대한민국의 가수 이서연.
- 2001년 - 대한민국의 가수 준성.
- 2002년 - 대한민국의 가수 람다.
- 2003년 - 대한민국의 축구 선수 이우연.
- 2005년 - 일본의 아이돌 야마시타 시즈키.
- 2006년 - 대한민국의 래퍼 김희민.

### 미상
- 대한민국의 가수 윤지안.

## 사망
- 239년 - 위나라의 제2대 황제 조예. (205년~)
- 1901년 - 영국의 여왕 빅토리아. (1819년~)
- 1922년 - 제258대 로마의 교황 교황 베네딕토 15세. (1854년~)
- 1923년 - 대한민국의 독립운동가 김상옥. (1890년~)
- 1926년 - 대한민국의 독립운동가 노백린. (1875년~)
- 1945년 - 일본의 군인 야나가와 헤이스케. (1879년~)
- 1968년 - 하와이섬의 원주민 수영 선수 듀크 카하나모쿠. (1890년~)
- 1973년 - 미국의 제36대 대통령 린든 B. 존슨. (1908년~)
- 1987년 - 미국의 정치가 R. 버드 드와이어. (1939년~)
- 2008년 - 오스트레일리아의 영화배우 히스 레저. (1979년~)
- 2010년 - 영국의 배우 진 시먼스. (1929년~)
- 2011년 - 대한민국의 소설가 박완서. (1931년~)
- 2013년 - 대한민국의 정치인 신용남. (1917년~)
- 2017년
  - 도미니카공화국의 야구 선수 앤디 마르테. (1983년~)
  - 도미니카공화국의 야구 선수 요르다노 벤투라. (1991년~)
- 2018년 - 미국의 작가 어슐러 K. 르귄. (1929년~)
- 2021년 - 미국의 야구 선수 행크 에런. (1934년~)
- 2022년
  - 베트남의 승려 틱낫한. (1926년~)
  - 대한민국의 검사 이종왕. (1949년~)
- 2023년 - 이란의 영화감독 호세인 샤하비. (1967년~)
- 2024년
  - 이탈리아의 축구 선수 루이지 리바. (1944년~)
  - 미국의 물리학자 아노 앨런 펜지어스. (1933년~)
  - 대한민국의 치의학자 한송. (1947년~)
- 2025년
  - 포르투갈의 정치인 바스코 조아큄 로차 비에이라. (1939년~)
  - 대한민국의 가수 한명숙. (1935년~)

## 기념일
- 통일기념일(영어판): 서부와 중앙 우크라이나 공화국이 통일된 날, 우크라이나

## 같이 보기
- 전날: 1월 21일 다음날: 1월 23일 - 전달: 12월 22일 다음달: 2월 22일
- 음력: 1월 22일
- 모두 보기